# Jehan Daruvala
Jehan Daruvala (Mumbai, 1 oktober 1998) is een Indiaas autocoureur. Hij was onderdeel van het opleidingsprogramma van het Formule 1-team Force India, nadat hij een van de drie winnaars was van de competitie "One in a Billion", samen met Arjun Maini en Tarun Reddy. Tussen 2020 en 2022 maakte hij deel uit van het Red Bull Junior Team, het opleidingsprogramma van Red Bull Racing.

## Carrière

### Karting
Daruvala begon zijn autosportcarrière in het karting op dertienjarige leeftijd in 2011. Hij werd kampioen en vicekampioen in veel klassen in zowel Azië als Europa.

### Formule Renault 2.0
In 2015 maakte Daruvala de overstap naar het formuleracing en kwam voor Fortec Motorsport uit in de Formule Renault 2.0 NEC. Met drie podiumplaatsen op de Red Bull Ring, de Nürburgring en de Hockenheimring werd hij vijfde in het kampioenschap met 194,5 punten. Daarnaast reed hij voor Fortec ook als gastcoureur in zeven races van zowel de Eurocup Formule Renault 2.0 als de Formule Renault 2.0 Alps. In het laatste kampioenschap stond hij één keer op het podium op het Misano World Circuit Marco Simoncelli, maar in beide klassen kon hij vanwege zijn status als gastrijder geen punten scoren.
In 2016 begon Daruvala het jaar in de Toyota Racing Series in Nieuw-Zeeland bij het team M2 Competition. Hij won drie races op de Powerbuilt Raceway, op Teretonga Park en op Taupo Motorsport Park en eindigde achter Lando Norris als tweede in de eindstand met 789 punten. Hierna keerde hij terug naar Europa, waarin hij voor Josef Kaufmann Racing een dubbel programma reed in zowel de Eurocup Formule Renault als de Formule Renault NEC. In de Eurocup behaalde hij zijn enige podiumplaats tijdens de eerste race van het seizoen op het Motorland Aragón en werd negende in het kampioenschap met 62 punten. In de NEC kende hij meer succes met zijn eerste overwinning op de Hungaroring en eindigde achter Lando Norris, Max Defourny en Dorian Boccolacci als vierde in het klassement met 223 punten.

### Formule 3
In 2017 keerde Daruvala terug naar de Toyota Racing Series, waarin hij opnieuw uitkwam voor M2. Hij won twee races op het Mike Pero Motorsport Park en de Manfeild Autocourse en werd met 781 punten vijfde in het kampioenschap. Daarnaast maakte hij dat jaar zijn Formule 3-debuut in het Europees Formule 3-kampioenschap, waarin hij rijdt voor Carlin. Hij won een race op de Norisring, behaalde een pole position op het Autodromo Nazionale Monza en stond in twee andere races op het podium. Met 191 punten werd hij zesde in het eindklassement. Aan het eind van het jaar werd hij tiende in de Grand Prix van Macau voor Carlin.
In 2018 bleef Daruvala actief in de Europese Formule 3 bij Carlin. Hij won een race op Spa-Francorchamps en behaalde vier andere podiumplaatsen, maar aangezien hij minder constante resultaten boekte, zakte hij naar de tiende plaats in het kampioenschap met 136,5 punten. In de Grand Prix van Macau werd hij twaalfde voor het team van Carlin. Aansluitend nam hij deel aan het laatste raceweekend van de GP3 Series bij MP Motorsport op het Yas Marina Circuit als vervanger van Niko Kari. Hij eindigde de races als negentiende en dertiende.
In 2019 werden de Europese Formule 3 en de GP3 samengevoegd in het FIA Formule 3-kampioenschap, waar Daruvala in uitkwam voor het team Prema Racing. Hij won twee races op het Circuit de Barcelona-Catalunya en het Circuit Paul Ricard en behaalde nog vijf andere podiumplaatsen. Met 157 punten eindigde hij achter zijn teamgenoten Robert Shwartzman en Marcus Armstrong als derde in het kampioenschap.
In 2021 reed Daruvala in het Aziatische Formule 3-kampioenschap voor het team Mumbai Falcons.

### Formule 2
In 2020 maakte Daruvala zijn debuut in de Formule 2, waarin hij terugkeerde bij zijn oude team Carlin. Tevens werd hij opgenomen in het Red Bull Junior Team, het opleidingsprogramma van het Formule 1-team van Red Bull Racing. Hij kende een moeilijke eerste seizoenshelft, maar in de laatste tien races kwam hij acht keer tot scoren, inclusief zijn eerste podiumplaats op het Bahrain International Circuit en zijn eerste overwinning op hetzelfde circuit een week later. Met 72 punten werd hij twaalfde in het klassement.
In 2021 bleef Daruvala actief in de Formule 2 bij Carlin. In de eerste race in Bahrein stond hij op het podium, maar hij moest wachten tot het vijfde raceweekend op Monza voordat hij zijn eerste seizoenszege behaalde. Ook op Yas Marina won hij een race. In totaal stond hij gedurende het seizoen vijf keer op het podium. Met 113 punten werd hij zevende in de eindstand.
In 2022 stapte Daruvala binnen de Formule 2 over naar het team Prema Racing. Hij behaalde zeven podiumplaatsen, voordat hij op Monza zijn enige overwinning van het seizoen haalde. Met 126 punten werd hij zevende in het kampioenschap.
In 2023 reed Daruvala een vierde seizoen in de Formule 2, waarin hij overstapte naar MP Motorsport. Hij maakte dit jaar echter geen deel meer uit van het Red Bull Junior Team. Hij behaalde podiumplaatsen in beide races op het Jeddah Corniche Circuit en stond ook op het Circuit de Monaco op het podium. Hij miste echter wel het laatste raceweekend op Yas Marina, waarin hij door Franco Colapinto werd vervangen. Met 59 punten werd hij twaalfde in de eindstand.

### Formule E
In het seizoen 2023-2024 stapt Daruvala over naar de Formule E, waarin hij uitkomt voor het team Maserati MSG Racing.